# 北京世界公園
座標: 北緯39度48分34秒 東経116度16分53秒 / 北緯39.80944度 東経116.28139度
北京世界公園（ペキンせかいこうえん）とは、中華人民共和国北京市豊台区に位置する世界各地の遺蹟や建築物を主に1/10スケールで再現した46.7ヘクタールの広さを有すミニチュアパークである。年間来場者数は150万人超。

## 歴史
- 1992年4月5日 - 起工。
- 1993年10月25日 - 完成。

## 再現された建物
以下に代表的な物を列挙する。

### アジア
- 日本 - 桂離宮[2]、五重塔
- 中華人民共和国 - 万里の長城、莫高窟、応県木塔
- タイ王国 - 王宮
- カンボジア - アンコール・ワット
- インドネシア - ボロブドゥール遺跡
- インド - アンコール・ワット、シヴァ像
- イラン - ペルセポリス
- イラク - バビロンの城壁
- イスラエル - 岩のドーム
- トルコ - トロイアの木馬、ボスポラス橋、アヤソフィア

### ヨーロッパ
- ギリシャ - アテナイのアクロポリス、ミロのヴィーナス[1]
- イタリア - コロッセオ、ピサの斜塔、リアルト橋、ダビデ像
- バチカン市国 - サン・ピエトロ大聖堂
- イギリス - ビッグ・ベン、ロンドン橋、ウェストミンスター寺院、ストーンヘンジ
- フランス - エッフェル塔、エトワール凱旋門、ノートルダム大聖堂
- ロシア - 赤の広場[2]
- デンマーク - 人魚姫の像
- ベルギー - アトミウム
- オランダ - 風車
- オーストリア - ヴォルフガング・アマデウス・モーツァルト像
- ポーランド - フレデリック・ショパン像

### アフリカ
- エジプト - ピラミッド、スフィンクス、アレクサンドリアの大灯台、カルナック神殿

### 南北アメリカ
- アメリカ合衆国 - ホワイトハウス、自由の女神像、議会議事堂、ワシントン記念塔、リンカーン記念館、ゴールデン・ゲート・ブリッジ、グランドキャニオン、マンハッタン
- メキシコ - マヤ時代の遺蹟

### オセアニア
- オーストラリア - オペラハウス
- ニュージーランド - マオリ族の茅屋
- チリ - イースター島